# Jeff Woywitka
Jeff Woywitka, född 1 september 1983 i Vermilion, Alberta, är en kanadensisk professionell ishockeyspelare som spelar för det amerikanska ishockeylaget New York Rangers i NHL.

## Statistik
| 1999–00    | Red Deer Rebels       | WHL        | 67  | 4  | 12 | 16 | 40  | 4  | 0 | 3  | 3  | 2  |
| 2000–01    | Red Deer Rebels       | WHL        | 72  | 7  | 28 | 35 | 113 | 22 | 2 | 8  | 10 | 25 |
| 2001–02    | Red Deer Rebels       | WHL        | 72  | 14 | 23 | 37 | 109 | 23 | 2 | 10 | 12 | 22 |
| 2002–03    | Red Deer Rebels       | WHL        | 57  | 16 | 36 | 52 | 65  | 23 | 1 | 9  | 10 | 25 |
| 2003–04    | Philadelphia Phantoms | AHL        | 29  | 0  | 6  | 6  | 51  | —  | — | —  | —  | —  |
| 2003–04    | Toronto Roadrunners   | AHL        | 53  | 4  | 18 | 22 | 41  | 3  | 0 | 0  | 0  | 2  |
| 2004–05    | Edmonton Roadrunners  | AHL        | 80  | 6  | 20 | 26 | 84  | —  | — | —  | —  | —  |
| 2005–06    | St. Louis Blues       | NHL        | 26  | 0  | 2  | 2  | 25  | —  | — | —  | —  | —  |
| 2005–06    | Peoria Rivermen       | AHL        | 53  | 1  | 14 | 15 | 58  | 4  | 0 | 0  | 0  | 4  |
| 2006–07    | Peoria Rivermen       | AHL        | 41  | 0  | 18 | 18 | 20  | —  | — | —  | —  | —  |
| 2006–07    | St. Louis Blues       | NHL        | 34  | 1  | 6  | 7  | 12  | —  | — | —  | —  | —  |
| 2007–08    | Peoria Rivermen       | AHL        | 52  | 10 | 20 | 30 | 35  | —  | — | —  | —  | —  |
| 2007–08    | St. Louis Blues       | NHL        | 27  | 2  | 6  | 8  | 12  | —  | — | —  | —  | —  |
| 2008–09    | St. Louis Blues       | NHL        | 65  | 3  | 15 | 18 | 57  | 4  | 0 | 0  | 0  | 0  |
| 2008–09    | Peoria Rivermen       | AHL        | 7   | 0  | 7  | 7  | 2   | —  | — | —  | —  | —  |
| 2009–10    | Dallas Stars          | NHL        | 36  | 0  | 3  | 3  | 11  | —  | — | —  | —  | —  |
| 2010–11    | Dallas Stars          | NHL        | 63  | 2  | 9  | 11 | 24  | —  | — | —  | —  | —  |
| NHL totalt | NHL totalt            | NHL totalt | 251 | 8  | 41 | 49 | 141 | 4  | 0 | 0  | 0  | 0  |